# Уэйд, Джесс
Джесс Уэйд (англ. Jessica Alice Feinmann Wade; родилась в 1988 году, Лондон) — британский физик и исследователь в области пластиковой электроники в лаборатории Блэкетта в Имперском колледже Лондона. Её исследования относятся к полимерным светодиодам (LEDs).
Она также занимается общественной деятельностью в области науки, техники, инженерии и математики (STEM), особенно в области пропаганды физики среди девушек. Уэйд выиграла премию института материалов, минералов и горных (IOM3) Робин Перин для материаловедения в 2017 году и медаль Института физики (IOP) Дафна Джексон в 2018 году, и была включена журналом Nature в «горячую десятку», которые имели значение в науке в 2018 году.

## Биография
В 2007 году окончила старшую школу Саут-Хэмпстед. Затем прошла вводный курс в Челси колледже искусств и дизайна.
В 2012 году получила степень магистра наук (MSci) в области физики в Имперском колледже Лондона.
В 2016 году защитила кандидатскую диссертацию по физике (PhD), где её работой по нанометрологии в органических полупроводниках руководила Джи-Сён Ким.

## Исследования и карьера
На 2018 год Уэйд занимает позицию постдока по пластиковой электронике в группе физики твердого тела в Имперском колледже Лондона, сосредоточившись на разработке и характеристики светоизлучающих полимерных тонких плёнок, работает с Аласдера Кэмпбелл и Мэтт Футчер.
Её работы опубликованы в журналах:
- Журнал физической химии C[англ.][8],
- Журнал Американского химического общества[англ.][9],
- Журнал химии материалов[англ.][10][11],
- ACS Nano[12],
- Передовые Функциональные материалы[англ.][13],
- Журнал химической физики[14],
- Усовершенствованные электронные материалы[англ.][15],
- ChemComm[16]
- Энергетика и экология[англ.][17].

По состоянию на 9 мая 2019 года, согласно Web of Science, она была единственным автором или соавтором 30 статей, которые в общей сложности цитировались 372 раза, а её индекс Хирша составлял 9.

## Общественная деятельность
Уэйд участвует в общественной деятельности в повышении гендерного равенства в сфере естественных наук, технологии, инженерии и математики (STEM). Она представляла Великобританию в международной программе лидерства для посетителей «Hidden No More», а также работала в Кампании «Женщины в науке и инженерии» WISE и в Совете женского инженерного общества (WES), работая с учителями по всей Великобритании в рамках программы Stimulating Physics Network (включая основные доклады на образовательных ярмарках и конференциях учителей). Уэйд критиковала дорогие кампании, на которые способны откликнуться небольшое число девушек, и то лишь способных изучать разве что «химический состав помады и лака для ногтей». Уэйд внесла большой вклад в кампанию в Википедии, которая поощряет создание статей в Википедии об известных женщинах-учёных для продвижения женских ролевых моделей в STEM. По состоянию на октябрь 2022 года она написала около 1750 статей о женщинах-учёных.
Уэйд координировал работу команды на 6-й Международной конференции «Женщины в физике», в результате чего было приглашено обсудить работу по гендерному балансу Института физики (IOP) в Германии. Она поддерживает участие учеников, особенно девушек, в школьных мероприятиях в Имперском колледже Лондона, которые она финансирует за счёт грантов Королевской академии инженерии (RAEng), Королевского химического общества, и Биохимическое общество.
Уэйд работает в Лондонском и Юго-Восточном комитетах IOP, в комитете IOP «Женщины в физике» и в комитете по прозрачности и возможностям Juno в Imperial. Она цитирует свои влияния как Шармадей Рейд, Лесли Коэн, Дженни Нельсон и Анжела Сайни, особенно её книга Inferior. Её информационно-пропагандистская работа была освещена BBC, Sky News, HuffPost, ABC News, Physics World, El País, CNN, Nature и The Guardian.
Уэйд дала интервью в рамках TEDx London Women, состоявшемся 1 декабря 2018 года.

## Награды и признание
- Премия Роберта Перрина по материаловедению от Института материаловедения, минералов и горнодобывающей промышленности.
- Премия IOP имени Джоселин Белл-Бернелл для женщин в физике 2016.
- Премия коммуникатора ранней карьеры IOP по физике 2015.
- Награда Союза имперских колледжей за вклад в жизнь колледжа в 2015 году.
- Медаль Джулии Хиггинс в 2017 году в знак признания её работы по поддержке гендерного равенства.
- Медалью Британской империи[англ.] (BEM) в честь дня рождения в 2019 году за заслуги в области гендерного разнообразия в науке[1][39].

В 2015 году Уэйд выиграла научную работу «Я учёный, вытащи меня отсюда!» в онлайн-проекте по научным исследованиям, проводимом Mangorolla CIC, и получила 500 фунтов стерлингов, которые она использовала для проведения Дня молодых девушек на факультете физики в Имперском колледже Лондона.